# Lijst van voetbalclubs - G
Dit is een lijst van voetbalclubs met als beginletter een G.
- G-44
- De Graafschap
- Gyeongnam FC
- GAIS
- Galatasaray
- Gallia Club Paris
- Gamba Osaka
- Gap FC
- Gaziantepspor
- Gençlerbirligi
- Grasshopper-Club Zürich
- KRC Genk
- Genoa 1893
- KAA Gent
- Germania 1888 Berlin
- Germania 01 Bieber
- Germania 06 Bochum
- Germania 01 Bonn
- Germania 1899 Bremen
- Germania 1904 Breslau
- Germania Brötzingen
- Germania Chemnitz 08
- Germania 03 Cöthen
- Germania Frankfurt 1894
- Germania Durlach
- Germania 03 Friedrichsfeld
- Germania Fulda
- Germania Halberstadt
- Germania 1887 Hamburg
- Germania 09 Herne
- Germania Ilmenau
- Germania Ludwigshafen
- Germania Metternich
- Germania Kattowitz
- Germania 1910 Küllenhan
- Germania Leer
- Germania Mudersbach 1896
- Germania Mittweida
- Germania Niederrodenbach
- Germania 03 Pfungstadt
- Germania Praag
- Germania 08 Roßlau
- Germania Rückingen
- Germania 90 Schöneiche
- Germania 1903 Stolp
- Germania Tangerhütte
- Germania Teveren
- Germania Wernigerode
- Germania Wiesbaden
- Germania Wolfenbüttel
- Germania 1900 Wuppertal
- Germania 1907 Wuppertal
- Getafe CF
- Gijón Industrial
- Gjøvik-Lyn
- Glacis United FC
- Great Olympics
- FC Grenchen
- Gibraltar United FC
- Gillingham F.C.
- Go Ahead Eagles
- Go-Ahead Kampen
- Gönyeli SK
- G.F.C.
- HNK Gorica
- Górnik Zabrze
- GOŠK Gabela
- FC Gossau
- GÍ Gøta
- IFK Göteborg
- Göztepe SK
- Grand-Saconnex
- Grasshopper
- FC Gratkorn
- Grazer AK
- Great Olympics Accra
- Gretna
- Grimsby Town
- KFC Grobbendonk
- FC Groningen
- Grønlands SS
- 't Gooi
- Guangzhou Evergrande FC
- FC Gueugnon
- Guingamp
- Gymnasium FC

A · B · C · D · E · F · G · H · I · J · K · L · M · N · O · P · Q · R · S · T · U · V · W · X · Y · Z